# Les Roches-de-Condrieu
Les Roches-de-Condrieu è un comune francese di 1 990 abitanti situato nel dipartimento dell'Isère della regione dell'Alvernia-Rodano-Alpi.

## Società

### Evoluzione demografica
Abitanti censiti